# Paolo Conca
Paolo Conca (San Bonifacio, 17 ottobre 1888 – San Bonifacio, 25 ottobre 1968) è stato un operaio, politico e antifascista italiano.

## Biografia
Figlio di un bracciante nel 1899, dopo le scuole elementari, inizia a lavorare come tagliapietre e muratore cementista. Causa le dure condizioni di lavoro e il misero salario, che caratterizzano anche l'attività di suo padre, inizia da subito ad opporsi al potere precostituito ed intransigente dei ricchi, in particolare dei grandi proprietari terrieri, predicando un'Italia rigorosa ma giusta, che si preoccupasse in egual misura anche dei problemi del lavoro. Nel 1912, tornato dalla guerra italo-turca, fonda la sezione socialista del suo paese, ponendosi come terzo incomodo nella contrapposizione tra le leghe "rossa" dei socialisti e "bianca" dei cattolici, che pur con diversi orientamenti ideologici si contendono il predominio culturale della lotta sui diritti dei lavoratori. 
Candidato alle elezioni del 1919 risulta il primo dei non eletti ma l'anno successivo porta al trionfo il suo partito alle elezioni comunali. Conca diventa così il primo sindaco socialista del suo comune.
Leader incontrastato del suo partito nell'intera provincia di Verona dopo la marcia su Roma è l'unico esponente socialista di rilievo che non ripara all'estero, ed anzi viene eletto deputato alle elezioni del 1924. Dopo il delitto di Giacomo Matteotti aderisce alla secessione dell'Aventino e viene dichiarato decaduto dalla carica. Sottoposto a sorveglianza speciale nel 1926 viene arrestato e condannato al confino per cinque anni sull'isola di Ustica, dove condivide la prigionia con Antonio Gramsci, Giuseppe Romita e Amadeo Bordiga.
Al termine della pena si trasferisce a Torino, dove accetta un lavoro offertogli da Romita, e fa ritorno a San Bonifacio solo nel 1946. Chiamato a far parte della Consulta come deputato aventiniano del 1924 si dimette a causa delle forti divisioni interne al PSI e si ritira a vita privata nel suo paese, dove rimane fino alla morte.